# Olathe, Kansas
Olathe är en stad i Johnson County i delstaten Kansas, USA. Olathe är administrativ huvudort (county seat) i Johnson County. 